# 對撞機
对撞机是一种粒子加速器，它可以將两个粒子束聚集在一起並讓粒子之間互相碰撞。此時粒子已被加速並且已有非常高的动能，這使得它们能撞击其他粒子。 對撞機主要應用於粒子物理学。